# Juliann Faucette
Juliann Christine Faucette (ur. 25 listopada 1989 w San Diego) – amerykańska siatkarka, reprezentantka kraju, grająca na atakującej. Od sezonu 2020/2021 występuje we włoskiej drużynie Zanetti Bergamo.

## Sukcesy klubowe
Superpuchar Włoch:
- 2012

Liga Mistrzyń:
- 2013

Mistrzostwo Włoch:
- 2013

Klubowe Mistrzostwa Świata:
- 2013

Mistrzostwo Francji:
- 2015

## Sukcesy reprezentacyjne
Mistrzostwa Ameryki Północnej, Środkowej i Karaibów Juniorek:
- 2006

Volley Masters Montreux:
- 2014

Puchar Panamerykański:
- 2014